# نسک (گلباف)
نسک ، روستایی است از توابع بخش کشیت شهرستان گلباف  در استان کرمان ایران.

## جمعیت
این روستا در بخش کشیت   قرار داشته و براساس آخرین سرشماری مرکز آمار ایران که در سال ۱۳۸۵ صورت گرفته، جمعیت آن  ۳٠٧نفر (۸۱خانوار) بوده‌است.